# Krasnohoriwka
Krasnohoriwka (ukr. Красногорівка) – miasto na Ukrainie w obwodzie donieckim.
Prawa miejskie posiada od 1938 roku.

## Demografia
- 2019 – 15 254[2]
- 2025 – 29[3]

## Miasto partnerskie
- Konotop

## Znane osoby związane z miastem
- Mykoła Szmatko (ur. 1943), ukraiński rzeźbiarz i malarz.